# Arcinella brasiliana
Arcinella brasiliana (nomeada, em inglêsː spiny jewel box; na tradução para o português, "caixa espinhosa de joias") é uma espécie de molusco Bivalvia marinho litorâneo da família Chamidae, classificada por Nicol em 1953; descrita como Echinochama brasiliana, com sua Localidade tipo em Santa Catarina. Habita fundos de praias, sobre rochas, ou sobre valvas de Euvola ziczac, quando jovem; também em substratos soltos, quando adulto. A sua distribuição é no oeste do oceano Atlântico, em águas neríticas entre os 6 e os 55 metros de profundidade. É espécie endêmica do Brasil e pode ser encontrada nos sambaquis.

## Descrição da concha
Arcinella brasiliana possui concha em formato aparente de coração, como é característico de seu gênero (Arcinella); também descrita como subquadrada, com valvas grossas, iguais e opostas, de 5.4 X 6.2 centímetros quando bem desenvolvidas. Suas valvas possuem de 18 a 29 grossas fileiras de costelas radiais fortes e bem visíveis, recobertas por um relevo espinescente e dotadas de umbo aparente. Interior das valvas de um branco-amarelado brilhante.

## Distribuição geográfica
Esta espécie é endêmica do Brasil, entre os estados da Bahia e o Rio Grande do Sul.